# Jenar (plaats)
Jenar is een bestuurslaag in het regentschap Sragen van de provincie Midden-Java, Indonesië. Jenar telt 3490 inwoners (volkstelling 2010).